# Kościół św. Kazimierza w Zakrzewie
Kościół św. Wawrzyńca w Zakrzewie – rzymskokatolicki kościół w Zakrzewie, w województwie wielkopolskim.
W pobliżu kościoła znajduje się cmentarz, na którym zostali pochowani uczestnicy powstania wielkopolskiego w 1919 roku.

## Historia
Kościół został zbudowany w 1880 roku w miejscu rozebranej w tym samym roku drewnianej kaplicy. Kaplica została wybudowana w 1641 roku przy głównej drodze prowadzącej przez miejscowość. Pierwotnie świątynia była pod wezwaniem Narodzenia Najświętszej Maryi Panny, później jej patronem został św. Mikołaj.
W 1895 roku patronem kościoła został święty Kazimierz. Obrazy zarówno jego, jak i Maryi Panny, znajdują się w świątyni.
Kościół był dwukrotnie odnawiany w latach 1957–1958 oraz 2019–2021. Od 2007 roku na terenie kościoła znajduje się dzwonnica z umocowanymi dwoma dzwonami.